# Sábalo
Sábalo – rzeka w Panamie, w prowincji Darién oraz comarce Emberá-Wounaan. W części swojego biegu stanowi granicę pomiędzy tymi jednostkami administracyjnymi. Przepływa przez corregimiento Río Sábalo.  W pobliżu Puerto Indio oraz Sambú uchodzi do niej rzeka Sambú. Następnie płynie zakolami i uchodzi do Zatoki Panamskiej Pacyfiku kilka kilometrów na wschód od miejscowości Garachiné.